# Burgstall Rimbach
Der Burgstall Rimbach (auch Zollnersche Burg) bezeichnet eine abgegangene Niederungsburg im Volkacher Ortsteil Rimbach im bayerischen Landkreis Kitzingen. Im 18. Jahrhundert wurde die Burg durch das sogenannte Jägerhaus ersetzt. 

## Geografische Lage
Der Nachfolgebau der Burg liegt am Rande des Dorfkerns im Osten des Ortes an der Forststraße 2. Er wird eingerahmt von den Straßen Forststraße im Westen und Krönleinstraße im Südosten. Im Westen fließt der Rimbach vorbei. Von der Kirche St. Georg ist der Burgstall etwa 166 m entfernt.

## Geschichte

### Bis zum Bauernkrieg (bis 1525)
Die erste Nennung einer Burg in Rimbach erfolgte erst mit einer Beschreibung im Jahr 1511. In den Jahrhunderten zuvor ist es jedoch wahrscheinlich, dass sich bereits ein befestigter Gutshof im Ort befunden hat. Für das Jahr 1134 sind die Herren von Rimpach, ein Ministerialengeschlecht der Würzburger Bischöfe im Dorf überliefert. Ihr Ansitz ist wohl mit der späteren Burg gleichzusetzen, auch wenn die Quellen über diesen Hof schweigen.
Im Jahr 1355 erwarben die Zollner von der Hallburg das Dorf und die Burg. Bald darauf erfolgte die Umbenennung eines Familienteils in „zu Rimbach“, was darauf schließen lässt, dass die Herren auch hier im Dorf residierten. Zu diesem Zeitpunkt muss die Burg also spätestens vorhanden gewesen sein. Ins Jahr 1511 fiel dann die erste Beschreibung der Zollnerschen Burg in Rimbach.
Ein Einschnitt in der Geschichte des Baus bildet der Deutsche Bauernkrieg des Jahres 1525. Die Rimbacher Bevölkerung schloss sich dem Tauberhaufen an und brannte, zusammen mit Volkachern und Obervolkachern von Lülsfeld her kommend die Burg der verhassten Grundherren nieder. Der Burgherr, Hans Zollner von Rimbach, wurde nach Niederschlagung der Aufstände zusammen mit acht anderen Herren der Ritterschaft dazu verpflichtet, die Entschädigungsgelder einzutreiben. Für Rimbach wurde eine Summe von 910 Gulden ermittelt.

### Bis heute
Nach der Bestrafung der Aufständischen, elf Rimbacher wurden hingerichtet, konnte der Wiederaufbau vorangetrieben werden. Die Burg wurde erneuert und mit einem Wassergraben versehen, sodass ein Wasserschloss am Rande des Dorfes entstand. Bald darauf, im Jahr 1591, starb allerdings die Linie der Zollner von Rimbach aus und ein Erbstreit entbrannte. Die Rimbacher Güter waren sehr begehrt, denn sie wurden bald darauf auf einen Wert von 36.395 Gulden geschätzt und waren damit mehr als doppelt so viel wert wie der Stammsitz auf der Hallburg.
Während des Dreißigjährigen Krieges starb dann auch der letzte der Zollner von der Hallburg. Die Burg in Rimbach fiel an den Bischof von Würzburg. Der verlehnte es im Jahr 1636 an den Oberst Veit Dietrich von Steinheim, doch bereits nach seinem Tod in der Mitte des Jahrhunderts erhielt wiederum Würzburg die Anlage. In einer Beschreibung des Jahres 1657 erwähnte man auch die Burg. Sie hatte unter den Erbstreitigkeiten und dem häufigen Besitzerwechsel schon sehr gelitten. 
Am 12. März 1663 erhielt Graf Erwein von Schönborn das Gut von seinem Bruder, dem Würzburger Bischof zu Lehen. Das verfallene Schloss, das längst nicht mehr dem luxuriösen Lebensstandard der Grafen entsprach, wurde daraufhin wohl zu Beginn des 18. Jahrhunderts abgerissen und durch das barocke Jägerhaus ersetzt. An diesem wurden in den achtziger und neunziger Jahren des 18. Jahrhunderts umfassende Renovierungen vorgenommen. Bis ins Jahr 1977 bot das Jägerhaus Wohnraum für den Revierförster der Grafen von Schönborn. Erst mit der Auflösung des Reviers und des Verkaufs durch die Grafen, kam das Haus in private Hände.

## Beschreibung
Die erste Beschreibung des Jahrs 1511 nannte ein stattliches Gebäude, welches von Mauern und Zwingern umgeben war. Mehrere Toren und Türme rahmten den Bau ein, außerdem existierten mehrere Vorhöfe. Zusätzlich gehörten zwei kleine Seen und eine Schäferei zum Burggelände, ebenso wie der Hartwald. Die Bezeichnungen „Seelein“ und „Schäferei“ weisen auf der Rimbacher Gemarkung noch heute auf diese Zugehörigkeiten hin. Untertägige Reste der Burg werden noch heute als Bodendenkmal geführt.
Nach dem Bauernkrieg entstand eine neue Burg, die mit drei Türmen ausgestattet war. Zusätzlich erbaute man eine Zwingmauer und einen tiefen Wassergraben. In der Beschreibung vom 30. April 1657 ist davon die Rede, dass die Zugbrücke über diesen Graben nicht mehr aufziehbar, die Mauern baufällig sind. Ebenso waren die Rundtürme ausbesserungsbedürftig. Nur zwei Stuben der Burg waren zu diesem Zeitpunkt bewohnbar. Lediglich der Weinkeller war intakt. Das Jägerhaus präsentiert sich heute als freistehendes Halbwalmdachhaus. Ein Graben ist noch heute erkennbar.